# Sunrise, Alaska
Sunrise är en ort i Kenai Peninsula Borough i delstaten Alaska, USA.